# کریم دستمالچی
کریم دستمالچی (اعدام شده در ۲۲ تیر ۱۳۶۰) از بازاریان ثروتمند اهل ایران و یکی از اعضای جبهه ملی ایران بود. او که از حامیان سید روح‌الله خمینی و مخالفان حکومت پهلوی بود پس از تظاهرات ۳۰ خرداد ۱۳۶۰ و برکناری ابوالحسن بنی‌صدر به افساد فی‌الارض و بَغی متهم و اعدام شد.

## خانواده و سال‌های آغازین
کریم دستمالچی در خانوادهٔ معروف و ثروتمند دستمالچی که از چند دهه پیش از انقلاب ۵۷ در بازار تهران فعال بودند به‌دنیا آمد. پدرش عبدالرحیم دستمالچی بود که به همراه چند بازاری سرشناس دیگر از حامیان شناخته شدهٔ محمد مصدق و جبههٔ ملی در بازار تهران محسوب می‌شدند. آن‌ها جمعی به نام «جامعهٔ بازرگانان، اصناف و پیشه‌وران» را بنیان گذاشتند که نقش مهمی در جهت‌دهی سیاسی به فعایت‌های بازاریان داشت.
کریم دستمالچی پیش از انقلاب در آلمان تحصیلاتش را در رشته مهندسی برق به پایان رسانده و امور مالی خانواده از جمله چندین مغازه در بازار تهران و سرای معروف به دستمالچی را مدیریت می‌کرد.

## فعالیت سیاسی
دستمالچی که از اعضای فعال جبهه ملی بود در مقطع انقلاب همراه اغلب دوستان پدرش در جامعه بازرگانان، اصناف و پیشه‌وران برای پایان دادن به نظام شاهنشاهی فعالیت می‌کرد. زمانی که روح‌الله خمینی در پاریس اقامت داشت دستمالچی در حومهٔ پاریس برای او خانه‌ای خریداری کرد تا اگر انقلاب ایران سریعاً به نتیجه نرسید، او در آن جا اقامت داشته باشد. این خانه که در منطقهٔ ورسای واقع شده در آبان ۱۳۵۷ و به‌نام صادق قطب‌زاده خریداری شد اما روند انقلاب به‌اندازه‌ای سریع پیش رفت که نیازی به خانهٔ خریداری شده پیش نیامد و خمینی تا زمان بازگشت به ایران در نوفل‌لوشاتو باقی ماند.
دستمالچی یکی از کسانی بود که در تأمین مالی اجارهٔ هواپیما برای بازگشت سید روح‌الله خمینی به ایران در ۱۲ بهمن ۱۳۵۷ نقش داشته است.

## سرانجام
کریم دستمالچی در ماجرای کودتای نوژه دستگیر و به اتهام ایجاد اغتشاش در بازار مسلمین و به تعطیل کشاندن آن، کوشش در جهت بی‌اعتبار کردن جمهوری اسلامی ایران از طریق مصاحبه با تلویزیون‌های خارج از کشور، ارتباط با سران جبهه ملی جهت راهپیمائی ۲۵ خرداد، کمک مالی به گروهک‌های ضدانقلاب، تصویب منشوری علیه جمهوری اسلامی ایران، مفسد فی الارض و بغی شناخته شد. کریم دستمالچی در تاریخ ۲۲ تیر ماه ۱۳۶۰ به همراه احمد جواهریان اعدام شدند.

برخی از گروه‌های چپ چون «حزب توده ایران»، یا «سازمان فداییان خلق ایران- اکثریت»، از این اعدام استقبال کرده و خشنود شدند. روزنامه کار، ارگان سازمان فداییان خلق ایران (اکثریت) در شمارهٔ چاپ شده در ۲۴ تیر ۱۳۶۰ نوشت:
سرانجام در شب روز دوشنبه ۲۲ تیرماه، کریم دستمالچی و احمد جواهریان، از سرمایه‌داران بزرگ، تاجران عمده همانند دیگر یاران خمینی همچون صادق قطب زاده که نقش اساسی در انقلاب پنجاه و هفت داشتند با حکم دادگاه انقلابی که خودشان به پا کردند اعدام شدند. (تاریخ نگارش این متن ۲۴ تیر ۱۳۶۰ قید شده درحالی که صادق قطب زاده در شهریور ۱۳۶۱ تیرباران شد لذا نیاز به اصلاح هست)
روزنامه اطلاعات آن زمان نوشت: «کریم دستمالچی فرزند عبدالرحیم به جرم ایجاد اغتشاش در بازار مسلمین و به تعطیل کشاندن آن، کوشش در جهت بی‌اعتبار کردن جمهوری اسلامی ایران از طریق مصاحبه با تلویزیون‌های خارج از کشور، ارتباط با سران جبهه ملی جهت راهپیمائی ۲۵ خرداد، کمک مالی به گروهک‌های ضدانقلاب، تصویب منشوری علیه جمهوری اسلامی ایران، مفسد فی الارض و یاغی شناخته شد.»

پس از اعدام دستمالچی بخشی از دارایی‌های او مصادره شد و مسئولان وقت، نام «سرای دستمالچی» در بازار تهران را به «سرای آزادی» تغییر دادند.